# Raimondo De Dominici
Raimondo De Dominici (* 1645 in La Valletta; † 1705 in Rom) war ein maltesisch-italienischer Maler.

## Leben
Der auch als Il Maltese bekannte Maler war als Jugendlicher auf Malta Schüler von Mattia Preti. Im Alter von etwa 20 Jahren setzte er seine Ausbildung in Neapel bei Luca Giordano fort. Sicher zugeordnet werden kann ihm das Gemälde Vision des Hl. Johannes vom Kreuz in der Cappella Ciccarelli der Kirche Santa Teresa in Neapel aus dem Jahr 1682. Vermutlich zwischen 1678 und 1687 entstand das Deckengemälde Der Erzengel Michael vertreibt Luzifer aus dem Paradies für die Kassettendecke des Doms von Marcianise; ein weiteres Gemälde in der Kirche San Carlo in Marcianise zeigt den Heiligen Karl Borromäus im Gespräch mit Pestkranken. Raymondo De Dominici war der Vater des Schauspielers und Musikers Giampaolo De Dominici und des Kunsttheoretikern und Malers Bernardo De Dominici.